# Prionotus stephanophrys
Prionotus stephanophrys är en fiskart som beskrevs av Lockington, 1881. Prionotus stephanophrys ingår i släktet Prionotus och familjen knotfiskar. IUCN kategoriserar arten globalt som livskraftig. Inga underarter finns listade i Catalogue of Life.